# Добрич (Хасковская область)
Добрич (болг. Добрич) — село в Болгарии. Находится в Хасковской области, входит в общину Димитровград. Население составляет 1 365 человек.

## Политическая ситуация
В местном кметстве Добрич, в состав которого входит Добрич, должность кмета (старосты) исполняет Марин Иванов Маринов (коалиция в составе 3 партий: Болгарская рабочая социал-демократическая партия (БСДП), Земледельческий народный союз (ЗНС)) по результатам выборов.
Кмет (мэр) общины Димитровград — Стефан Димитров Димитров (коалиция партий: Союз свободной демократии (ССД), Земледельческий народный союз (ЗНС), Болгарская рабочая социал-демократическая партия (БСДП), «Новые лидеры» (НЛ)) по результатам выборов.